# Toulky českou minulostí
Toulky českou minulostí je osmnáctidílná knižní série o české historii od Petra Hory-Hořejše a Zdeňka Volného vydávaná v letech 1979–2022. Cyklus zpočátku vycházel na pokračování jako příloha časopisu Mladý svět, později dostal knižní podobu a inspiroval stejnojmenný rozhlasový cyklus.

## Vznik
Nejdříve chtěl Petr Hořejš vydávat historické noviny, ale v 70. letech takovou možnost nedostal. Česká historie byla dle jeho slov vyučována útržkovitě, zatímco on chtěl najít nějaký kontinuální styl. Plánoval psaní historického textu populární (nikoli vědeckou) formou, který by byl proložen množstvím delších či kratších medailonů osobností, glos, popisů událostí, dobových reálií apod. Jeho přítel, grafik a typograf Milan Kopřiva s Karlem Divinou mu navrhl formát, který byl pak použit ve všech dílech Toulek. Hlavní text je doplněn na každé straně okrajovým sloupcem doplňujících informací a kreseb na netypickém formátu 30×18 cm. Podnětem k psaní Toulek byla i vnitřní nespokojenost s normalizací a rusifikací naší společnosti. (V rozhovoru řekl: "Když se v okupované zemi nemůžeme dívat dopředu, tak se dívejme dozadu.")
Protože oficiálně nesměl publikovat, šéfredaktorka Mladého světa Olga Čermáková pro něj jako externího redaktora vymyslela pseudonym Hora. V prvním návrhu plánoval 24 dějepisných příloh časopisu, které by během dvou let popsaly české dějiny. První přílohy měly u čtenářů úspěch a nakladatelství Práce je v roce 1985 vydalo v edici Kamarád i knižně v nákladu 130 000 výtisků.
Hořejš pracoval jako čerpač a pomocný dělník ve firmě Vodní zdroje Praha n. p. a podstatná část Toulek vznikla v maringotce na různých místech. Několik let pak psal v maringotce před chemickou továrnou v Kralupech nad Vltavou. Ve Vodních zdrojích pracovali i historici Jan Křen, Václav Kural a Karel Bartošek. Ještě v roce 1995 plánoval, že celý cyklus bude mít pouze 7 dílů, z nichž poslední by se věnoval období 1848–1918.
Původně chtěl autor cyklus zakončit rokem 1918, protože pozdější historie prý ještě příliš zasahuje do naší současnosti. Přesto bylo na jaře 2012 oznámeno, že se k vydání chystá speciální nečíslovaný díl věnovaný období první republiky (1918–1938). Ten nakonec nevyšel a v listopadu 2012 byl vydán 13. díl věnovaný počátku 20. století.
1. díl Toulek ilustrovali Dagmar a Pavel Bromovi, 2. a 3. díl Jiří Běhounek, 4. až 7. díl Vladimír Novák. Od 8. dílu některé kapitoly psali spolupracovníci (7 kapitol Zdeněk Volný a 1 kapitolu Jan Měchýř). Na 6. díle redakčně spolupracoval i Jan Kašpar. Grafickou úpravu od 3. dílu provedla Jana Carrasco. Autorem 15. dílu je Zdeněk Volný.
Osmnáct bohatě ilustrovaných knih na asi 4 340 stranách pokrývá období od doby kamenné až do vzniku Československa v roce 1918. V roce 2012 obdržel Petr Hořejš za Toulky českou minulostí Cenu Boženy Němcové od Akademie literatury české.

## Přehled dílů
1. HORA-HOŘEJŠ, Petr. Toulky českou minulostí 1: Od nejstarší doby kamenné po práh vrcholného středověku. Praha: Práce, 1985. 280 s.
2. HORA-HOŘEJŠ, Petr. Toulky českou minulostí 2: Od časů Přemysla Otakara I. do nástupu Habsburků (1197–1526). Praha: Práce, 1991. 456 s.
3. HORA-HOŘEJŠ, Petr. Toulky českou minulostí 3: Od nástupu Habsburků (1526) k pobělohorskému stmívání (1627). Praha: Baronet, 1994. 239 s.
4. HORA-HOŘEJŠ, Petr. Toulky českou minulostí 4: Od bitvy na Bílé hoře (1620) do nástupu Marie Terezie (1740). Praha: Baronet, 1995. 238 s. ISBN 80-85890-21-6.
5. HORA-HOŘEJŠ, Petr. Toulky českou minulostí 5: Od časů Marie Terezie (1740) do konce napoleonských válek (1815). Praha: Baronet / Via Facti, 1996. 230 s. ISBN 80-85890-94-1.
6. HORA-HOŘEJŠ, Petr. Toulky českou minulostí 6: Příběhy a postavy českého národního obrození. Praha: Baronet / Via Facti, 1997. 230 s. ISBN 80-7214-039-6.
7. HORA-HOŘEJŠ, Petr. Toulky českou minulostí 7: Od konce napoleonských válek do vzniku Rakousko-Uherska (1815-1867). Praha: Via Facti, 1998. 222 s. ISBN 80-238-2999-8.
8. HORA-HOŘEJŠ, Petr; VOLNÝ, Zdeněk. Toulky českou minulostí 8: Slavné příběhy a osobnosti druhé poloviny 19. století. Praha: Via Facti, 2000. 222 s. ISBN 80-238-5709-6. (kapitoly o technice a podnikání Zdeněk Volný)
9. HORA-HOŘEJŠ, Petr. Toulky českou minulostí 9: Velké příběhy Habsburků na sklonku jejich vlády. Praha: Via Facti, 2002. 224 s. ISBN 80-238-8971-0.
10. HORA-HOŘEJŠ, Petr. Toulky českou minulostí 10: Velcí umělci konce 19. století: A. Dvořák, J. V. Myslbek, J. Neruda, M. Aleš. Praha: Via Facti, 2004. 224 s. ISBN 80-239-3027-3.
11. HORA-HOŘEJŠ, Petr. Toulky minulostí 11: Český svět na sklonku 19. století. Praha: Baronet, 2007. 224 s. ISBN 978-80-239-6717-3.
12. HORA-HOŘEJŠ, Petr. Toulky českou minulostí 12: Malý panteon velkých Čechů z přelomu 19. a 20. století. Praha: Via Facti, 2009. 224 s. ISBN 978-80-904103-1-2.
13. HORA-HOŘEJŠ, Petr. Toulky českou minulostí 13: Na prahu 20. století: Češi na vzestupu!. Praha: Baronet Via Facti, 2012. 224 s. ISBN 978-80-904103-3-6.
14. HORA-HOŘEJŠ, Petr. Toulky českou minulostí 14: 1. světová válka 1914-1918, osobnost T.G. Masaryka, zrod samostatné ČSR. Praha: Via Facti, 2016. 240 s. ISBN 978-80-904103-5-0.
15. VOLNÝ, Zdeněk. Toulky českou minulostí 15: Zlatý věk české literatury. Praha: Via Facti, 2019. 224 s. ISBN 978-80-904103-6-7.
16. HORA-HOŘEJŠ, Petr. Toulky českou minulostí 16: Triumvirát géniů národní hudby. Praha: Via Facti, 2020. 208 s. ISBN 978-80-907314-1-7.
17. VOLNÝ, Zdeněk. Toulky českou minulostí 17: Pražská německá a hebrejská literatura, česká poezie z přelomu 19. a 20. století. Praha: Via Facti, 2021. 213 s. ISBN 978-80-907314-2-4.
18. VOLNÝ, Zdeněk. Toulky českou minulostí 18: Velká éra české poezie, meziválečná avantgarda, poetismus, surrealismus. [s.l.]: Via Facti, 2022. 216 s. ISBN 978-80-907314-3-1.

## Rozhlasové zpracování

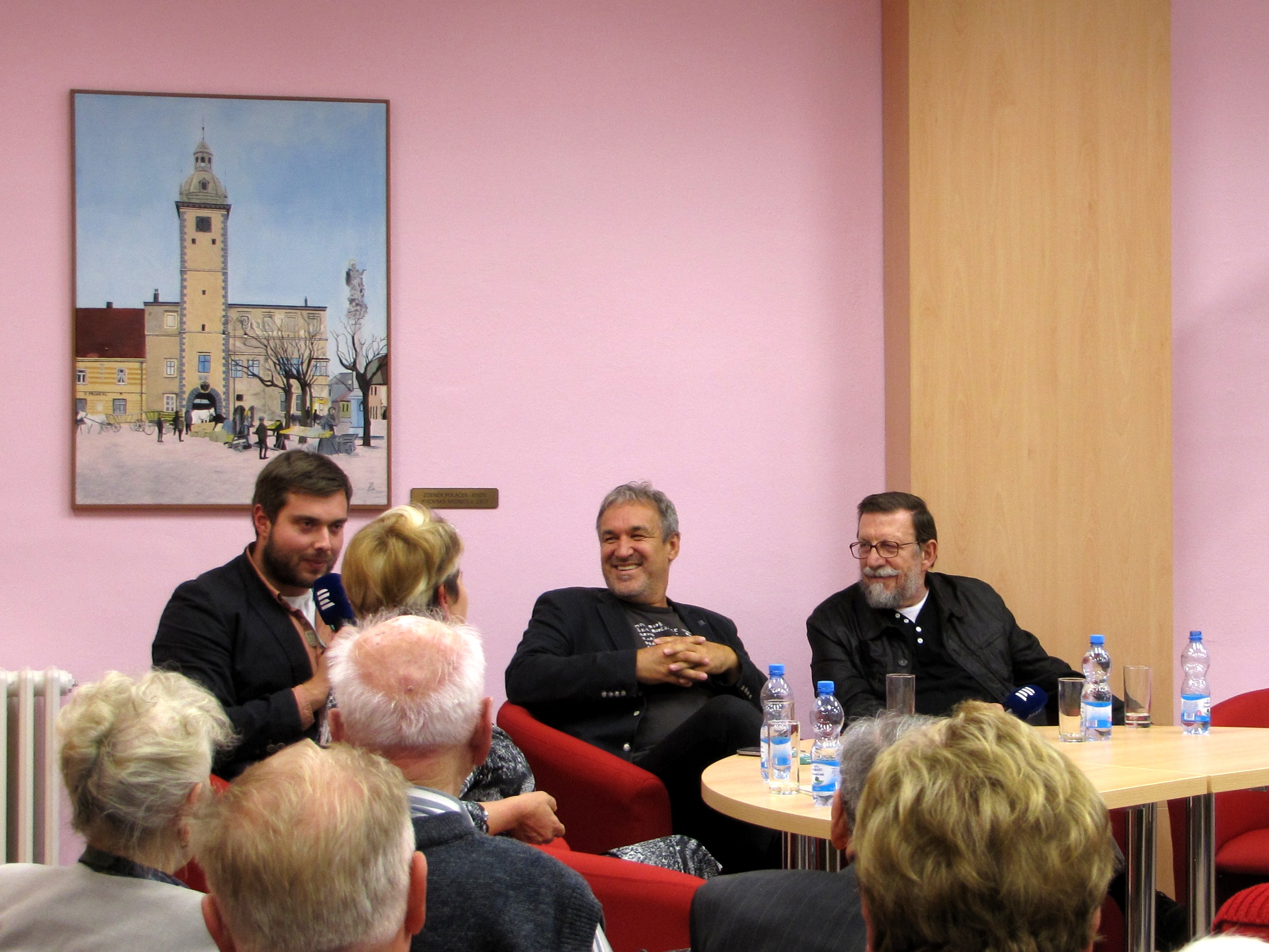
Beseda Josefa Veselého a Jaromíra Ostrého s posluchači

V roce 1995 vznikl na motivy knih Petra Hory-Hořejše rozhlasový pořad. Petr Hořejš pracoval na počátku 60. let 20. století v Českém rozhlasu v hlavní redakci pro děti a mládež. (Vytvářel např. pořad Podvečery s písničkou.) Dramaturg Bohumil Kolář, jeden ze zakladatelů rozhlasového vysílání pro děti v Československu, přišel v létě 1994 s nápadem vysílat Toulky českou minulostí jako rozhlasový pořad. Autorsky jej začal připravovat publicista Josef Veselý. Rozhlasový seriál nekopíruje knižní předlohu, ale je jí inspirován. Od 2. dubna 1995 byl vysílán každou neděli v premiéře po 8. hodině na stanici Český rozhlas Dvojka. Kromě toho jej do svého programu přebíraly i další stanice Českého rozhlasu. Cyklus se od počátku dlouhodobě řadil mezi nejposlouchanější pořady Českého rozhlasu. Poslední 1218. díl byl odvysílán symbolicky 28. října 2018. Od 1. února 2019 se celý cyklus začal vysílat znovu vždy ve 20.00 hodin každý pracovní den a rovněž v neděli ráno od 8.00 opět na stanici Český rozhlas Dvojka.
Rozhlasový kolektiv Toulek českou minulostí tvoří autor Josef Veselý, režisér Jaromír Ostrý a interpreti Igor Bareš, František Derfler, Věra Zástěrová, Vladimír Krátký, Igor Dostálek a Ivana Valešová. Každý díl má asi 25 minut. Vydavatelství Českého rozhlasu Radioservis jednotlivé díly vydalo na CD ve formátu MP3. Každé CD obsahuje 50 dílů. V roce 2014 bylo vydáno speciální CD s 10 díly o Janu Amosi Komenském a o dva roky později při příležitosti 700. výročí narození Karla IV. dvě CD s 33 díly věnované této osobnosti. V březnu 2016 obdrželi tvůrci pořadu ocenění Zlatá deska od Českého rozhlasu za více než 4 000 prodaných nosičů. V roce 2016 vstoupil autor rozhlasových Toulek Josef Veselý do Síně slávy Českého rozhlasu, a v dubnu 2019 obdržel první cenu mezinárodního festivalu Academia Film Olomouc za popularizaci české historie. 